# Erich von Drygalski
Erich Dagobert von Drygalski, född 9 februari 1865 i Königsberg (nuvarande Kaliningrad), död 10 januari 1949 i München, var en tysk geograf och polarforskare.
Han gjorde universitetsstudier i geografi, matematik och naturvetenskap och var mellan 1888 och 1891 assistent vid geodetiska institutet samt vid centralbyrån för internationell jordmätning i Berlin. 
Efter vidsträckta resor i Europa ledde han 1891 och 1892-93 två vetenskapliga expeditioner till Grönlands västkust. 1899 blev han professor i geografi och geofysik i Berlin.
Mellan 1901 och 1903 ledde han den tyska sydpolarexpeditionen med fartyget "Gauss". Han kallades 1906 åter till professor i geografi vid Münchens universitet.

## Vetenskapliga arbeten
- Grönlandexpedition der Gesellschaft für Erdkunde zu Berlin 1891-93
- Die Südpolarforschung und die Probleme des Eises
- Die deutsche Südpolarexpedition auf dem Schiff Gauss unter Leitung von E. von Drygalski
- Allgemeiner Bericht über den Verlauf der deutschen Südpolarexpedition